# Anatolij Kožemjakin
Anatolij Evgen'evič Kožemjakin (in russo Анатолий Евгеньевич Кожемякин?; Mosca, 24 febbraio 1953 – Mosca, 13 ottobre 1974) è stato un calciatore sovietico, di ruolo attaccante.
È scomparso nel 1974 a 21 anni a causa di un incidente verificatosi in un ascensore.

## Carriera

### Club
Durante la sua carriera ha vestito solo la maglia della Dinamo Mosca.

### Nazionale
Con la maglia della Nazionale sovietica conta 3 presenze.